# رایان گوندو
رایان گوندو (انگلیسی: Ryan Gondoh؛ زادهٔ ۶ ژوئن ۱۹۹۷) بازیکن فوتبال اهل بریتانیا است.
از باشگاه‌هایی که در آن بازی کرده‌است می‌توان به باشگاه فوتبال بارنت، باشگاه فوتبال هندون، باشگاه فوتبال کارشالتون اتلتیک، و باشگاه فوتبال استاینز تاون اشاره کرد.